# Geschäftsordnung des Rates der Europäischen Union
Die Geschäftsordnung des Rates der Europäischen Union ist die aufgrund von Art. 240 Abs. 3 AEUV und Art. 121 Abs. 3 Euratom erlassene Geschäftsordnung des Rates der Europäischen Union. Sie wird als Beschluss des Rates im Amtsblatt der Europäischen Union veröffentlicht.
Die Geschäftsordnung selbst besteht aus 28 Artikeln, die Organisation und Arbeitsweise des Rates regeln. Ihr angefügt sind sechs Anhänge: Anhang I ist eine Liste der Ratsformationen, Anhang II enthält in elf Artikeln Sonderbestimmungen für den Zugang der Öffentlichkeit zu Dokumenten des Rates, Anhang III und IV enthalten Durchführungsvorschriften zu den Bestimmungen über die Stimmengewichtung im Rat, Anhang V enthält die Arbeitsmethoden des erweiterten Rates und Anhang VI Bestimmungen über die Form der Rechtsakte.